# Мироненко Олександр Андрійович
Олекса́ндр Андрі́йович Мироненко (нар. 29 серпня 1933) — український радянський діяч, секретар Дніпропетровського обласного комітету КПУ, заступник голови виконавчого комітету Дніпропетровської обласної ради народних депутатів. Кандидат у члени ЦК КПУ в лютому 1981 — червні 1990 р.

## Біографія
Член КПРС з 1959 року.
Перебував на відповідальній партійній роботі.
З середини 1960-х по січень 1973 року — 1-й секретар Інгулецького районного комітету КПУ міста Кривого Рогу Дніпропетровської області.
26 січня 1973 — 1990 року — секретар Дніпропетровського обласного комітету КПУ.
У 1990—1991 роках — заступник голови виконавчого комітету Дніпропетровської обласної ради народних депутатів.
Потім — на пенсії у місті Дніпропетровську (Дніпрі).